# Aigues-Vives, Gard
Aigues-Vives är en kommun i departementet Gard i regionen Occitanien i södra Frankrike. Kommunen ligger i kantonen Sommières som tillhör arrondissementet Nîmes. År 2022 hade Aigues-Vives 3 340 invånare.

## Befolkningsutveckling
Antalet invånare i kommunen Aigues-Vives
Referens:INSEE